# Vamos a la playa (canción)
"Vamos a la playa" es una canción grabada por el dúo italiano Righeira en 1983. La canción fue compuesta por Stefano Righi junto con Carmelo La Bionda, siendo un gran éxito en muchos países de Europa en el verano de 1983 y llegando ese año al número 53 del UK Singles Chart.

## Significado de la canción
Debido al significado de su título y su melodía alegre, Vamos a la playa se convirtió en un himno de verano y de vacaciones en muchas regiones, especialmente en países de Latinoamérica. El contexto histórico-sociocultural de la época en la que fue lanzada esta popular canción (1983) es de la llamada Guerra fría, en sus últimos momentos. El mundo temía por un ataque nuclear ya sea de Estados Unidos o la Unión Soviética, es por eso que se escucha la frase “vamos a la playa, la bomba estalló” o alusiones a la radioactividad cuando hablan del agua fluorescente.

## Otras versiones
Vamos a la playa fue grabado en Argentina meses antes de su lanzamiento en versión original por el cantante Donald. Además, tuvo otras versiones interpretadas del grupo vocal venezolano Los Chamos y de The Miamis, originarios de Francia.
- El grupo mexicano Los Joao hizo una versión de la canción, la cual obtuvo un gran éxito en México.